# Olaus Laurentii
Olaus Laurentii trasposizione in latino di Olof Larsson (... – 25 giugno 1438) è stato un religioso svedese, Arcivescovo di Uppsala dal 1432 al 1438.
Olaus Laurentii proveniva dalla provincia dello Uppland e studiò presso le università di Praga, Lipsia e Parigi. Fu eletto decano della Cattedrale di Uppsala nel 1417 ed Arcivescovo di Uppsala nel 1432 (fu ordinato a Roma il 18 maggio).
Nel conflitto tra il re Eric di Pomerania, a capo dei paesi dell'Unione di Kalmar, e l'arcivescovo Johannes Gerechini nel 1419, Olaus agì in qualità di diplomatico al servizio del re e fu inviato a Roma per negoziare la deposizione di Gerechini e l'elezione a nuovo Arcivescovo di Johannes Haquini (avvenuta nel 1422). Alla morte di questi, nel 1432, il capitolo elesse Olaus come nuovo Arcivescovo. Olaus Laurentii era stato per molto tempo a Roma, ed era in buoni rapporti con il pontefice, ma il re preferì Arnold di Bergen. Alla morte di quest'ultimo, fu sostituito da Torlav di Bergen. Olaus fu accettato dal sovrano come Arcivescovo solo nel 1435, durante la rivolta di Engelbrekt Engelbrektsson. Nel 1436, Olaus e l'Alto Consiglio di Svezia, da lui presieduto, voltarono le spalle al re e si unirono alla rivolta. Nel 1435, Olaus consacrò la nuova Cattedrale di Uppsala, che era stata in costruzione per due secoli.
Gli storici sostengono che Laurentii sia stato avvelenato da latte di mandorla avvelenato; responsabile sarebbe stato l'allora reggente Karl Knutsson.

## Successione apostolica
- Papa Eugenio IV
- Arcivescovo Olaus Laurentii